# Aškalije
Aškalije su narod koji pretežno živi na Kosovu.
Aškalije su većinom islamske vjere, a govore albanskim jezikom, koji čini poseban ogranak indoeuropske obitelji jezika.
Aškalije su ranije smatrani dijelom romskog naroda, ali su od strane države Srbije priznati kao poseban narod. Potomci su albaniziranih kosovskih Roma, a tvrde da su njihovi preci na Balkan došli iz Palestine. Ime Aškalija dolazi od imena grada Aškelon u današnjem Izraelu.

## Vanjske poveznice
- Matica Aškalija